# Ligeia Mare
Ligeia Mare /laɪˈdʒiːə ˈmɑriː/ este un lac din regiunea polară nordică a satelitului planetei Saturn, Titan. Este cel mai mare cunoscut corp lichid de pe satelit, după Kraken Mare. Mai mare decât Lacul Superior de pe Pământ, acesta este compus din metan lichid (compus organic) aproape pur. Se află la 78° N, 249° W, și a fost în întregime fotografiat de către nava spațială Cassini. Măsoară aproximativ de la 420 km (260 mi) la 350 km (217 mi), având o suprafață de aproximativ 126,000 km2 și o linie de coastă de peste 2000 km (1240 mi) ca lungime. Este posibil să fie conectat hidrologic cu lacul Kraken Mare. Este denumit după Ligeia, una din sirenele din mitologia greacă.

## Descriere

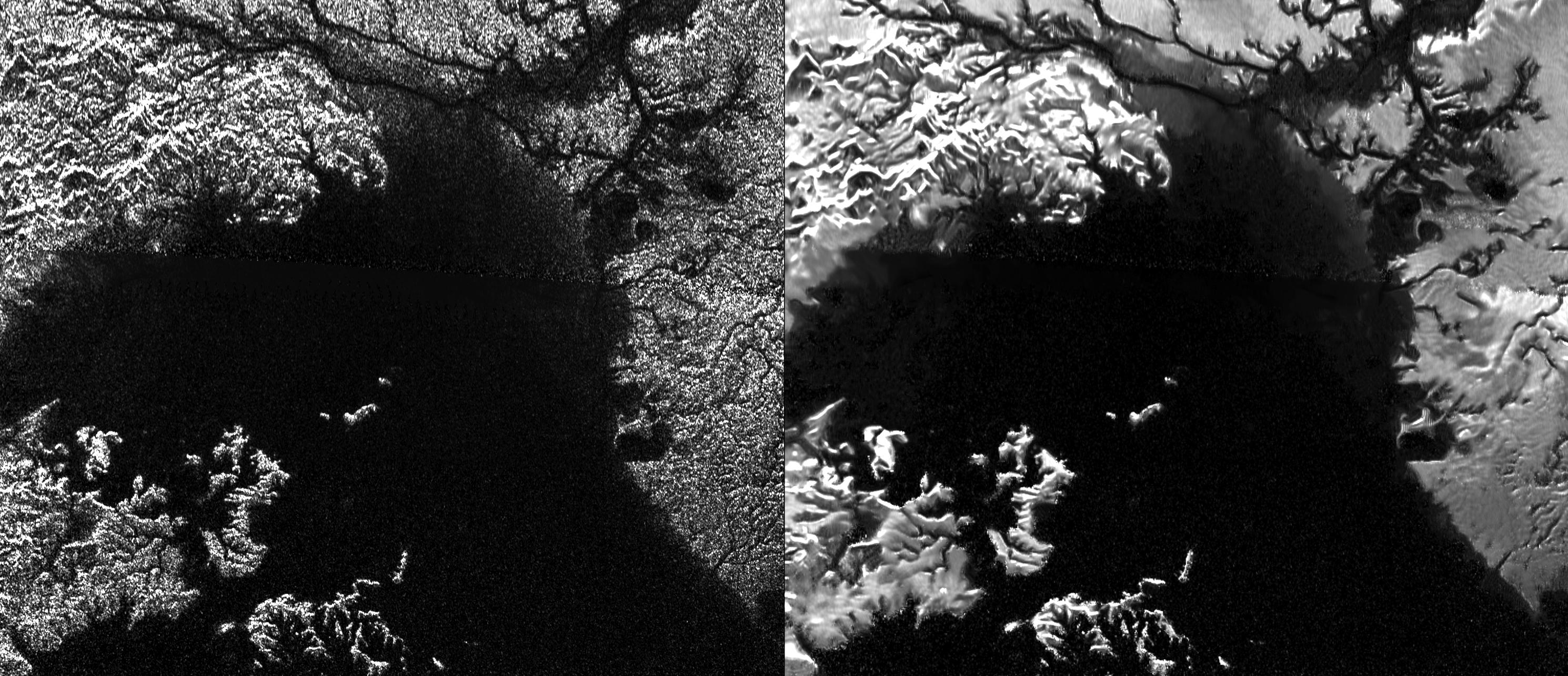
Titan - Ligeia Mare - o imagine prin radar de apertură sintetică și o imagine mai clară.

Ligeia Mare are două tipuri predominante de coastă "crenelată" și "atenuată".  Prima formă se caracterizează prin prezența unor movile și a terenurilor erodate, iar a doua are o topografie blândă și se caracterizează prin prezența unui număr mai mare de canale care sunt și mai lungi. Forma crenelată predomină la estul și la sudul lacului, în timp ce terenul "atenuat" se află la vest și nord, cu excepția sud-est-ului. Țărmul are numeroase golfuri.  
Ligeia Mare era principalul obiectiv al misiunii Titan Mare Explorer (TiME), misiune ce prevedea coborârea unei sonde spațiale în lac.  Misiunea a fost anulată de către NASA deoarece aceasta a renunțat la dezvoltarea și folosirea unei propulsii pe baza unui generator avansat Stirling cu radioizotopi.

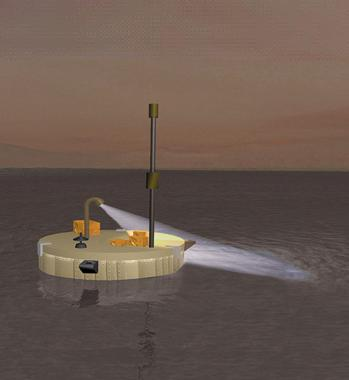
Reprezentare artistică a coborârii navei spațiale TiME în Ligeia Mare - misiune anulată de către NASA

## Legături externe
- Labelled map of the liquid bodies in the north polar region of Titan